# نفر نفرو آتون تاشيريت
نفرنفرو آتون تاشيريت أو نفرنفرو آتون الصغرى (المصرية القديمة: أجمل واحدة من آتون– الأصغر) ، كانت الإبنة الرابعة لأخناتون ونفرتيتي خلال حقبة العمارنة.

## أسرة
ولدت نفرنفرو آتون تاشريت بين السنة 8 و 9 من حكم والدها. كانت الرابعة من بين ست بنات معروفات للزوجين الملكيين. ومن المرجح أنها ولدت في تل العمارنة، العاصمة التي أسسها والدها. اسمها نفرنفرو آتون ("جميلة محاسن آتون" أو "أجمل واحدة من آتون") وهو نفس الاسم الذي استعملته نفرتيتي في السنة الملكية الخامسة. ("تاشيريت" تعني ببساطة "الأصغر"). كان لديها ثلاث شقيقات أكبر منها تدعى ميريت آتون، وميكيت آتون، وعنخ إسن آتون (التي عُرفت فيما بعد باسم عنخ إسن آمون)، وشقيقتان صغيرتان تدعى نفرنفرو رع وستيب إن رع 

## حياة

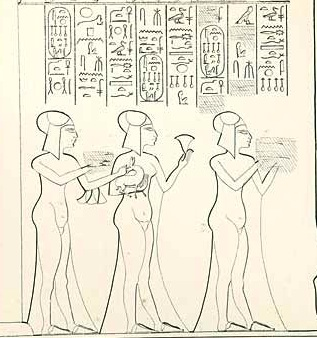
نفرنفرو آتون تاشيريت على الأقصى اليمين

تم تصوير نفرنفرو آتون تاشريت في عدة مقابر في العمارنة وتظهر على الآثار. تذكر قاعدة التماثيل في الأصل من العمارنة، ولكن تم نقلها لاحقًا إلى مصر الجديدة، في نص العلوي مذكور آتون وأخناتون، بينما في النصوص الموجودة في السجل السفلي تم ذكر الابنتين الملكيتين عنخ إسن آمون ونفرنفرو آتون تاشريت.
واحدة من أقدم صور نفرنفرو آتون تاشريت موجودة على لوحة جدارية من بيت الملك في العمارنة. تم تصويرها وهي جالسة على وسادة مع أختها نفرنفرو رع. يعود تاريخ اللوحة الجدارية إلى السنة التاسعة من حكم أخناتون، وتم تصوير الأسرة بأكملها، بما في ذلك الطفلة ستب إن رع. 
تظهر نفرنفرو آتون تاشريت مع شقيقتيها ميريت اتون وعنخ إسن اتون في حداد على وفاة ميكيت اتون في السنة 14 في المقبرة الملكية في العمارنة. شقيقتاها الأصغر نفرنفرو رع وستبن رع غير موجودتين في هذا المشهد.

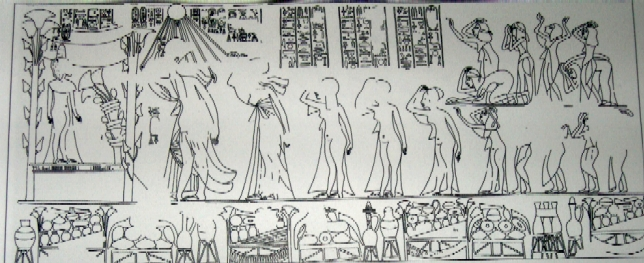
مكت آتون تحت المظلة، على اللوحات الجدارية لغرفة γ. وأمامها: أخناتون، ونفرتيتي، وميرت آتون، وعنخ إسن امون، ونفرنفرو آتون تاشريت.

غير معروف مكان وعام وفاتها، لكن ربما دُفنت في المقبرة الملكية لأخناتون.